# Ба Цзинь
Ба Цзинь (кит. 巴金; имя при рождении — Ли Яотан, кит. 李堯棠; взрослое имя — Ли Фэйгань, кит. 李芾甘) (25 ноября 1904, Чэнду, провинция Сычуань — 17 октября 2005, Шанхай) — китайский писатель и переводчик. В 1985—2005 годы — председатель Союза китайских писателей. Зампред ВК НПКСК 6—10 созывов.
Написал в общей сложности 26 томов с  более чем десятью миллионами иероглифов и перевел с других языков  порядка 10 томов произведений.

## Биография
Ба Цзинь родился 25 ноября 1904 года в городе Чэнду, провинция Сычуань. Его семья, по воспоминаниям писателя, была большой и богатой. Свою семью и отношения между ее членами он описал в автобиографии, написанной им в 30 лет.
Его отец был судьей на севере провинции Сычуань. В большом доме проживало от 80 до 100 человек, включая дедушку, внуков, их жён и других членов семьи. Его мать была образованной и учила как девочек, так и мальчиков из их семьи искусству поэзии. Для образования детей нанимались учителя, которые предоставляли частные уроки.
В августе 1920 года будущий писатель был принят в Школу иностранных языков в Чэнду. В апреле 1921 года опубликовал под псевдонимом первую статью «Как построить подлинно свободное общество равных возможностей».
Ещё в возрасте 15 лет присоединился к анархистскому движению. Находился под сильным влиянием авторов-анархистов, особенно Петра Кропоткина и Эммы Гольдман, встречался с Александром Беркманом, участвовал в кампании солидарности с Сакко и Ванцетти, переводил работы Петра Кропоткина, Эммы Гольдман, Рудольфа Рокера. По распространённой версии, свой псевдоним он взял от двух слогов из имен авторов-анархистов Михаила Бакунина (Ба) и Петра Кропоткина (кин = Цзинь).
В 1923 году поступает в Нанкинский Национальный институт. В 1927—1928 годах учился во Франции. В 1928 вернулся в Китай. В ноябре 1934 года едет на учёбу в Японию. Возвращается в августе 1935 года. В 1944 году женился на Сяо Шань, переводившей на китайский произведения русской литературы, в том числе Пушкина и Тургенева.

Мао Цзэдун встречается с деятелями искусств (1956 год). Справа налево: Ба Цзинь, Чжоу Синьфан

С июля 1957 года работал главным редактором литературного журнала «Шоухо» (收穫, «Урожай»). В августе 1960 года был избран заместителем председателя Всекитайской федерации литературы и искусства.
Во время "Культурной революции" был заклеймён как «контрреволюционер», вместо писательской деятельности «перевоспитывался» в бригаде по расчистке каналов. Был реабилитирован в 1977 году.
В 1979 году избран вице-председателем Союза китайских писателей, а с 1985 года стал председателем и пробыл им до своей смерти в 2005 году.
В последние годы страдал от болезни Паркинсона. 17 октября 2005 года в 19:06 Ба Цзинь скончался в возрасте 100 лет (101 год по китайскому календарю) в больнице Шанхая.

## Творчество
Популярность к писателю пришла после Движения Четвертого Мая, когда происходили реформы в области языка и культуры в целом. В этот период Ба Цзинь заявляет себя как один из наиболее известных и влиятельных писателей. Его романы, рассказы и эссе о несправедливости, свидетелем которой он был, о поисках смысла своей жизни и его желание к реформам в Китае привлекло внимание молодежи. А легкий и ясный стиль писателя сделали его произведения доступными даже для людей, которые не были интеллектуалами.
Первым крупным произведением писателя были «Записи во время морского плавания». Первым произведением, в котором он подписался псевдонимом Ба Цзинь был роман «Гибель» 1929 года. В его творчестве преобладает тематика социальных реформ и отображение китайской действительности первой половины XX века. Однако существует цикл новелл, в которых действие происходит за пределами Китая. К тематике французской революции писатель обращается в новеллах «Смерть Марата», «Скорбь Дантона» и «Тайна Робеспьера».
Одним из наиболее важных и читаемых на Западе произведением автора является роман «Семья» 1931 года. Этот роман входит в трилогию под названием «Стремительное течение». Кроме него сюда вошли еще два романа: «Весна» (1938) и «Осень» (1940). Роман носит биографический характер и описывает собственную семью автора с её секретами и пороками. Центральной темой романа является конфликт традиционного строя с новым обществом, который разворачивается на тле конфликта авторитарного отца и его семьи. в «Весне» же конфликт развивается вокруг молодых женщин и старой феодальной системой, а в «Осени» описывается распад рода Гао.
Еще одной популярной трилогией является «Трилогия любви», в которую вошли повести «Туман», «Дождь» и «Молния» (1931—1933).
В 1978–1984 создал 5 сборников публицистики и эссеистики, объединенных под названием «Думы» («Суйсянлу», вариант перевода: "Каприччио воспоминаний"). Это глубокие, порой самокритические размышления умудренного жизнью человека о пережитом им вместе со страной, о дорогих для него людях.

## Произведения

### Сборники рассказов
- Отмщение, 1931
- Электрический стул, 1933
- Боги, призраки и люди, 1935
- Гром, 1937
- Маленькие люди, маленькие события 1943
- Героические оповеди, 1953

### Повести и романы
- Гибель, 1929
- Трилогия любви
  - Туман, 1931
  - Дождь, 1933
  - Молния, 1935
- Записки во время морского плавания, 1932
- Рудокопы, 1933
- Трилогия «Стремительное течение»
  - Семья[англ.], 1933
  - Весна, 1938
  - Осень, 1940
- Палата № 4, 1946
- Холодная ночь, 1947

### Автобиография и мемуары
- Ба Цзинь: Автобиография
- Вспоминая детство, 1984

### Эссе и публицистика
- От капитализма к анархизму, 1930
- Я обвиняю, 1937
- Драконы, тигры и собаки, 1941
- Нацистская фабрика смерти: Аушвиц, 1951
- Жизнь среди героев, 1953
- О Чехове, 1955
- Другие мысли, 1995

## Награды и достижения[3]
- Орден Почётного легиона (Франция)
- Орден Дружбы народов (СССР)
- Премия имени Данте (1982, Италия)
- Азиатская премия культуры Фукуока (1990, Япония)
- Азиатская премия для выражения уважения к старшим по цензу писателям

## Память о Ба Цзине

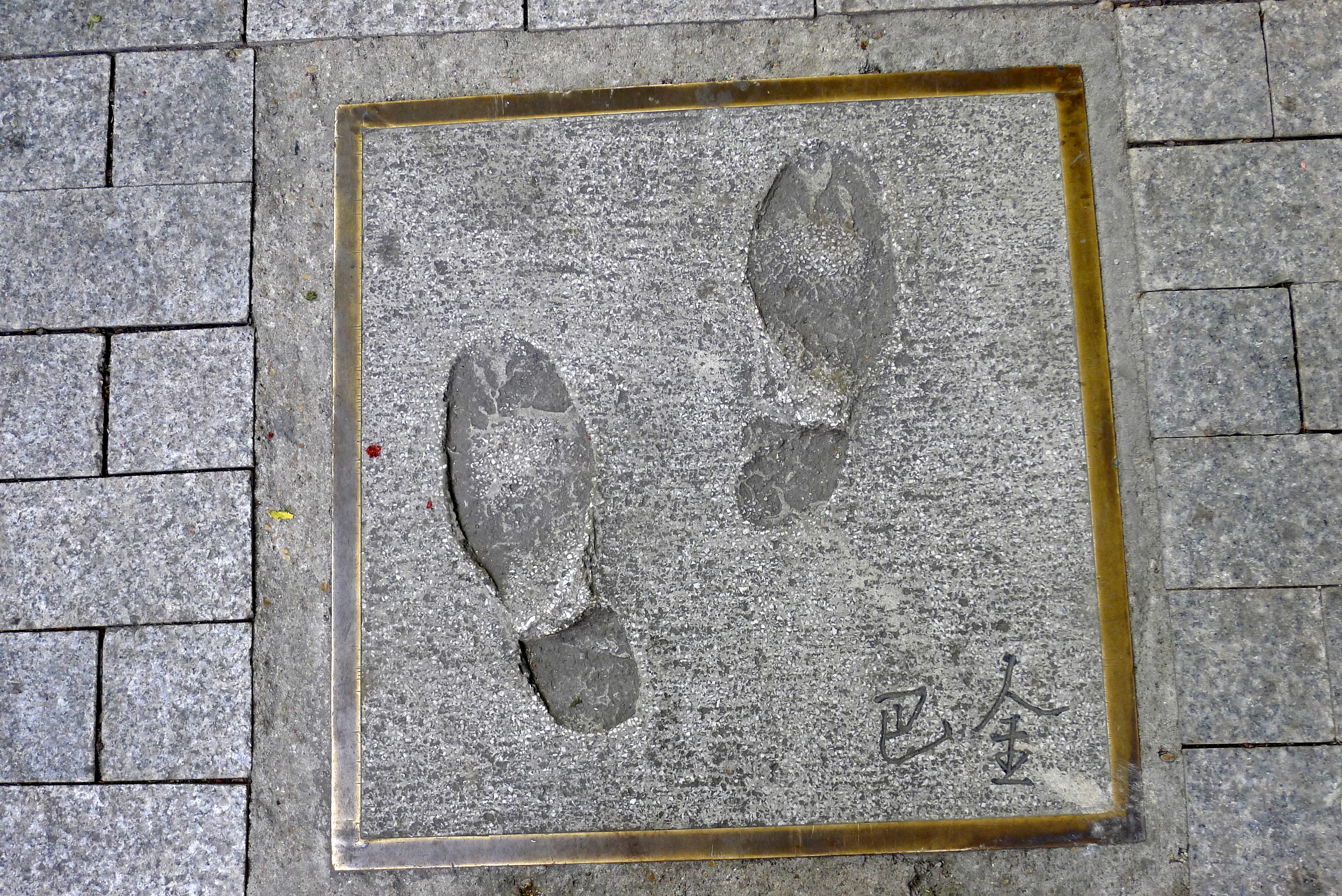
Отпечатки ног Ба Цзиня на улице Долунь в Шанхае

- В доме, где писатель жил последние полвека своей жизни, открыт музей.
- В честь Ба Цзиня назван астероид 8315.

## Издания на русском языке
- Ба Цзинь. Рассказы. — М.: Государственное издательство художественной литературы, 1955. — 164 с. — 165 000 экз.
- Ба Цзинь. Семья. — М.: Государственное издательство художественной литературы, 1956. — 407 с. — 90 000 экз.
- Ба Цзинь. Любовь. — М.: Государственное издательство художественной литературы, 1957. — 432 с. — 90 000 экз.
- Ба Цзинь. Весна. — М.: Государственное издательство художественной литературы, 1957. — 422 с.
- Ба Цзинь. Осень. — М.: Государственное издательство художественной литературы, 1957. — 528 с.
- Ба Цзинь. Сочинения. — М.: Государственное издательство художественной литературы, 1959. — Т. 1-2.
- Ба Цзинь. Избранное: Сборник / Сост. и предисл. В. Ф. Сорокина; Пер. с кит.  — М.: Радуга, 1991. — 432 с. - (Мастера современной прозы).  [Содерж.: Холодная ночь: Роман; Повести: Гибель; Туман; Рассказы: Сердце раба; В шахте; Больше пятидесяти; Падение; Пагода долголетия; Марсельские ночи; Мона Лиза; Скорбь Дантона; Думы, эссе]. - ISBN 5-05-002531-1, 15000 экз.
- Ба Цзинь. Семья: роман. Эссе. / пер. с кит. В.В. Петрова, Д.Н. Воскресенского. – М.: ИВЛ, 2016. — 381 с. (Библиотека китайской литературы)